# Namba Tomoko
Tomoko Namba (南場智子 (Nam Trường Trí Tử)/ なんばともこ), sinh ngày 21 tháng 4 năm 1962 tại Niigata, là một doanh nhân Nhật Bản, nguyên sáng lập kiêm Giám đốc điều hành của DeNA từ năm 1999. Công ty này hiện là một trong những công ty lớn nhất về trò chơi trên di động và mạng xã hội ở Nhật Bản. Bà đã thôi nắm quyền từ năm 2011 để tập trung vào gia đình và cuộc sống cá nhân.
Bà đã nhận bằng thạc sĩ quản trị kinh doanh từ Đại học Harvard, và là người phụ nữ Nhật thứ ba trở thành đối tác của McKinsey & Co.. Bà sáng lập DeNA sau khi làm tư vấn cho So-net của Sony khi còn tại vị tại Mckinsey. 